# Raul Hilberg
Raul Hilberg (n. 2 iunie 1926, Viena, Republica Austriacă – d. 4 august 2007, Williston⁠(d), Vermont, SUA) a fost un istoric și politolog american de origine austrică, considerat cel mai valoros specialist în domeniul Holocaustului.
Lucrarea sa de bază, Distrugerea evreilor europeni, de peste 1.200 de pagini, este considerată un studiu de referință despre Soluția finală a naziștilor. Cartea a fost publicată prima dată în 1961 și reeditată în 1985.
S-a născut într-o familie de evrei de origine polono-română.
A urmat o școală sionistă din Viena și, deoarece familia sa, datorită originii etnice, era urmărită de naziști (tatăl său fiind chiar arestat) este nevoit, la numai 13 ani, să fugă cu familia din Austria.
Din Franța se îmbarcă pentru Cuba, ca la 1 septembrie 1939, când tocmai se declanșase al Doilea Război Mondial, să ajungă în SUA.
După ce se stabilește cu familia în cartierul new-yorkez Brooklyn, începe studiul chimiei.
Realizând că aceasta nu îl pasionează, renunță și se angajează într-o fabrică.
Este înrolat într-o divizie americană de infanterie și participă la război.
După stabilirea păcii, începe studiul academic în domeniul științelor politice și se specializează în studiul populației evreiești din Europa.
Sub îndrumarea lui Franz Leopold Neumann, își dă doctoratul cu o temă privind Statul totalitar german.
Raul Hilberg a fost profesor universitar la Universitatea din Vermont. 